# ІСІРЕПАТ
ІСІРЕПАТ (англ. ICIREPAT, Paris Union committee for international cooperation in information retrieval among examining patent offices) — комітет Паризького Союзу з міжнародного співробітництва в галузі пошуку патентної інформації. Для ідентифікації бібліографічних даних у деяких країнах застосовується спеціальний код ІСІРЕПАТ, який являє собою двозначні числа, які проставляються в круглих дужках перед відповідними елементами бібліографічного опису.